# Antiga Fàbrica Borràs i Massó
L'Antiga Fàbrica Borràs i Massó és un edifici del municipi de Mataró (Maresme) que forma part de l'Inventari del Patrimoni Arquitectònic de Catalunya.

## Descripció
És una construcció de planta baixa i pis. Cobert per una teulada de dues vessants. En el conjunt destaca exclusivament la seva façana, en la qual contrasta la simplicitat de la planta baixa amb dues portes metàl·liques pròpies d'un local industrial, i el pis d'un estil absolutament neoclàssic: pòrtic amb quatre grans columnes jòniques amb garlandes a les volutes, entaulament simple i un frontó triangular superior.

## Història
L'edifici fou realitzat cap al 1920 pel contractista de Mataró Ramon Cardoner. Sembla que el fet que aquesta fàbrica es realitzés d'una manera tan netament neoclàssica és degut al fet que els productes tèxtils que s'elaboraven tenien com a disseny de publicitat de la marca un temple clàssic.